# Dielsantha
- Commons
- Wikispecies

Dielsantha é um gênero botânico pertencente à família Campanulaceae.